# اس‌ام‌اس موو
اس‌ام‌اس موو (به انگلیسی: SMS Möwe) یک کشتی بود که طول آن ۱۲۳٫۷ متر (۴۰۶ فوت) بود. این کشتی در سال ۱۹۱۴ ساخته شد.